# گالسبورگ (میشیگان)
گالسبورگ، میشیگان (به انگلیسی: Galesburg, Michigan) یک شهر در ایالات متحده آمریکا با جمعیت ۲٬۰۰۹ نفر است که در میشیگان واقع شده‌است.